# Glomerella magna
Glomerella magna är en svampart som beskrevs av Jenkins & Winstead 1964. Glomerella magna ingår i släktet Glomerella och familjen Glomerellaceae.   Inga underarter finns listade i Catalogue of Life.